# Imazamethabenz
Imazamethabenz ist eine chemische Verbindung aus der Gruppe der Imidazolinone.
Imazamethabenz und dessen Methylester Imazamethabenz-methyl werden als Herbizide eingesetzt.

## Synthese und Eigenschaften
Imazamethabenz kann durch Chlorierung von 2,5-Dimethylbenzoesäureethylester und anschließender Reaktion mit 2-Amino-2,3-dimethylbutanamid sowie mit Natronlauge gewonnen werden.
Imazamethabenz ist chiral. Das technische Produkt ist typischerweise ein Gemisch aus rac-5-Methyl-2-[(4R)-4-methyl-5-oxo-4-(propan-2-yl)-4,5-dihydro-1H-imidazol-2-yl]benzoesäure und rac-4-Methyl-2-[(4R)-4-methyl-5-oxo-4-(propan-2-yl)-4,5-dihydro-1H-imidazol-2-yl]benzoesäure im Verhältnis 3:2.

## Verwendung
Imazamethabenz wie auch dessen Methylester Imazamethabenz-methyl werden als Herbizide eingesetzt und zur selektiven Nachauflaufbekämpfung von Unkräutern in Getreide und Sonnenblumen verwendet.
Die EU-Kommission entschied 2005, Imazamethabenz nicht in die Liste im Anhang I der Richtlinie 91/414/EWG der zulässigen Pflanzenschutzmittel-Wirkstoffe aufzunehmen.
In Deutschland, Österreich und der Schweiz sind keine Pflanzenschutzmittel mit diesem Wirkstoff zugelassen.